# Малиново (Ловецька область)
Мали́ново (болг. Малиново) — село в Ловецькій області Болгарії. Входить до складу общини Ловеч.

## Населення
За даними перепису населення 2011 року у селі проживали 715 осіб.
Національний склад населення села:
| Національність   | Кількість осіб | Відсоток |
| ---------------- | -------------- | -------- |
| турки            | 443            | 63,8%    |
| болгари          | 243            | 35,0%    |
| цигани           | 7              | 1,0%     |
| Всього відповіли | 694            |          |

Розподіл населення за віком у 2011 році:
Динаміка населення: